# Ivo Horvat
Ivo Horvat (* 7. Oktober 1897 in Čazma; † 23. April 1963 in Zagreb) war ein jugoslawischer Botaniker und Hochschulprofessor.
Sein botanisches Autorenkürzel lautet „Horvat“.

## Leben
Nach seinem Schulbesuch in Dubravica und Samobor studierte er ab 1916 an der Universität Zagreb Naturwissenschaften (v. a. Botanik und Geografie) und wurde 1920 mit einer botanischen Arbeit über die Phylogenese von Farnen promoviert. Danach wurde er wissenschaftlicher Assistent am Botanischen Institut der Universität. Nach seiner Habilitation war Horvat ab 1931 außerordentlicher Professor und ab 1940 Ordinarius für systematische Botanik und Geobotanik der Philosophischen Fakultät der Universität in Zagreb. Außerdem war er Leiter des Botanischen Instituts sowie des Botanischen Gartens der Fakultät. Im Jahr 1947 wechselte das Institut an die Fakultät für Veterinärmedizin, wo Horvat ebenfalls ordentlicher Professor war.

## Leistungen
Neben Günther Beck-Mannagetta (1856–1931) und Lujo Adamović war Horvat einer der besten Kenner der Vegetation Südosteuropas. Er war dabei einer der ersten Vertreter der Braun-Blanquet-Schule in Jugoslawien. Seine Hauptarbeitsgebiete waren Systematik und Phylogenese vor allem der Farne, die Mooskunde sowie Pflanzensoziologie. Dabei waren die Wald- und Grünlandgesellschaften in Südosteuropa sowie deren Standorte ein Schwerpunkt seiner Arbeit, wobei er immer auch die Nutzanwendung für Forst- und Landwirtschaft, aber auch den Naturschutz im Auge hatte.
Horvat hatte engen Kontakt mit anderen Vegetationsökologen in verschiedenen Ländern Europas, wovon Gastprofessuren an den Universitäten Hamburg, Zürich, Krakau, Warschau, Halle an der Saale, Gießen und Graz zeugen. Zudem war er in zahlreichen Vereinigungen aktiv, so in der IUFRO. Außerdem war er einer der Initiatoren zur Ausweisung der Nationalparks Paklenica und Risnjak.
Sein monumentaler Entwurf für eine Vegetationsbeschreibung Südosteuropas wurde von Heinz Ellenberg und Vjekoslav Glavač bearbeitet und 1974 als Vegetation Südosteuropas herausgegeben.

## Werke
- Ivo Horvat, Vjekoslav Glavač, Heinz Ellenberg: Vegetation Südosteuropas. Fischer, Stuttgart 1974. 768 S. ISBN 978-3-437-30168-1